# Френк Олійник
Френк Олійник (англ. Frank Oleynick, нар. 20 лютого 1955, Бриджпорт, Коннектикут, США) — американський професіональний баскетболіст, що грав на позиції розігруючого захисника за команду НБА «Сіетл Суперсонікс». Гравець національної збірної США.

## Ігрова кар'єра
Починав грати у баскетбол у команді старшої школи Нотр-Дейм (Фейрфілд). На університетському рівні грав за команду Сіетл (1972–1975).
1974 року завоював бронзову медаль чемпіонату світу у складі Збірної США з баскетболу.
У 1975 році обраний у першому раунді драфту НБА під загальним 12-м номером командою «Сіетл Суперсонікс».
Професійну кар'єру розпочав 1975 року виступами за тих же «Сіетл Суперсонікс», захищав кольори команди із Сіетла протягом усієї історії виступів у НБА, яка налічувала 2 сезони.